# Virginia Slims of Houston 1993
Virginia Slims of Houston 1993 — жіночий тенісний турнір, що проходив на відкритих кортах з ґрунтовим покриттям Westside Tennis Club у Х'юстоні (США). Належав до турнірів 2-ї категорії в рамках Туру WTA 1993. Відбувсь удвадцятьтретє і тривав з 22 березня до 28 березня 1993 року. Третя сіяна Кончіта Мартінес здобула титул в одиночному розряді й отримала 75 тис. доларів США.

## Фінальна частина

### Одиночний розряд
Кончіта Мартінес —  Забіне Гак 6–3, 6–2
- Для Мартінес це був 2-й титул в одиночному розряді за рік і 13-й — за кар'єру.

### Парний розряд
Катріна Адамс /  Манон Боллеграф —  Манюкова Євгенія Олександрівна /  Радка Зрубакова 6–3, 5–7, 7–6(9–7)